# Keraton (Yogyakarta)

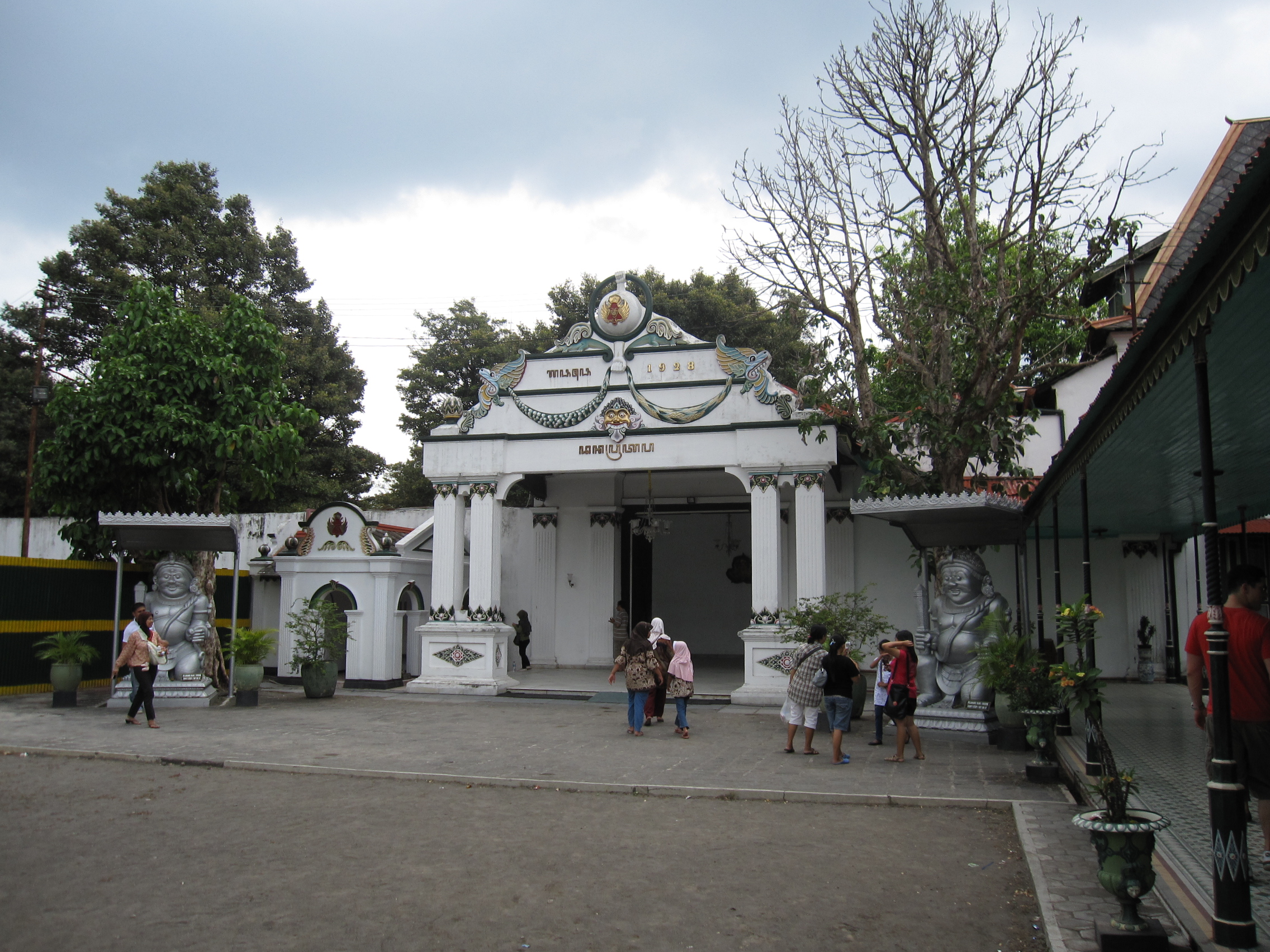
Wewnętrzna brama pałacu

Keraton lub Kraton – pałac sułtański zbudowany w latach 1755–1795 w Yogyakarcie, podczas panowania sułtana Hamengkubuwono I. Kompleks pałacowy składa się z komnat ceremonialnych, sali tronowej, meczetu, pawilonów dla gości. Znajdują się tu również koszary, odlewnie uzbrojenia i amunicji oraz dwa place defilad. Do dyspozycji rodziny królewskiej jest również rozległy ogród. Cały kompleks jest otoczony murem. 